# 苍蝇一分钟的生命
《苍蝇一分钟的生命》或《一分飞到挂》（英語：One Minute Fly）是一部由德国动画导演迈克尔·赖歇特（Michael Reichert）制作的动画电影，发布于2008年。影片描述了一只苍蝇仅持续了一分种的一生的经历。在此电影基础上，导演进一步打算拍系列电影，并于2012年拍出《苍蝇一分钟的生命：飞向月球》，以及部分相关的超级短片。

## 剧情
作为主人公的苍蝇出生后一飞冲天，心情及其愉悦。但随即它注意到自己头顶上空的数字“1:00”，以及其他苍蝇数字变为“0:00”后立即死亡的画面。突然，时间开始倒计，一份很长的遗愿清单飘至主人公的头顶。看着清单上的事项，主人公晕了过去。
镜头一转，有一只长鼻浣熊在吃食物，主人公撞向了它，完成了“叮咬长鼻浣熊”的任务。在那之后，便开始去完成诸如“喝醉”、“派对”、“繁殖后代”、“逃难”等各种任务。当时间来到“0:09”时，它发现“看星星”和“成名”这两项任务。然而，它抬头却发现此时是白天。它开始感到焦虑，并同时完成了“绝望”任务。随着最后一秒的到来，一滴松油将它变成了琥珀，它头上的时间凝固了。这使得它有机会看到星星，并在后世的自然历史博物馆因为“独特的史前一分钟生命苍蝇（公元前一千万年）”变得有名，被登上报纸。

## 遗愿清单内容
- 叮咬长鼻浣熊
- 喝醉
- 派对
- 飞越最高的树
- 从高空俯看丛林
- 从鸟口逃生
- 跳伞
- 恋爱
- 繁殖后代
- 赏鲸
- 救人一命
- 从蛛网逃生
- 蹦极
- 找到朋友
- 种树
- 放松
- 唱歌
- 从食肉植物逃生
- 发挥创造力
- 吃最后一餐
- 开心
- 画画
- 为生活树敌
- 原谅某人
- 在瀑布下淋浴
- 从蛙口脱险
- 绝望
- 看星星
- 成名

## 彩蛋
片尾演职人员介绍结束后，出现成就“拍一部电影”达成。

## 获得奖项
- 2010年“金鹏奖”优秀动画短片奖（Excellent Animation Short Award, King bonn festival）[3]
- 2010年法国“Anim'est国际动画电影节”最佳观众奖（Audience Award, Anim'est）[4]
- 2010年“莱比锡国际纪录片短片电影节”最佳配角奖（Winner Supporting Film, Film Arts Fair Leipzig）
- 2011年“香港国际动画展”最佳动画银奖（Best Animation Silver Award, HKIMFA）
- 2012年俄罗斯“大动漫节”二等奖（2nd Prize, Big Cartoon Festival）
- 其他各类奖项提名[2]